# Charles O. Holliday

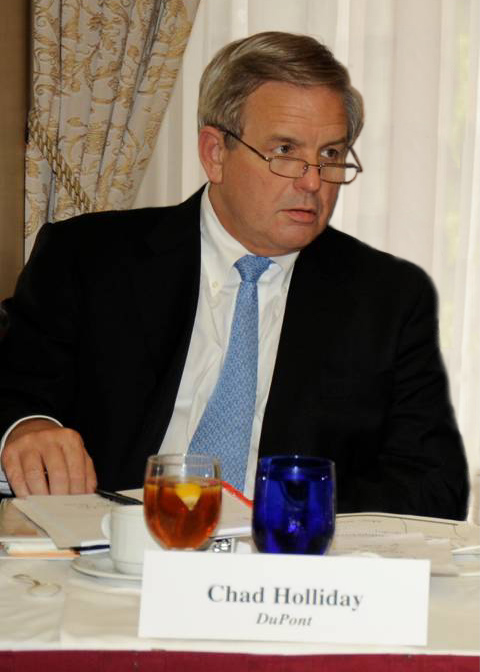
Charles O. Holliday 2007

Charles O. Holliday (* 1948 in Nashville, Tennessee) ist ein US-amerikanischer Manager.
Holliday studierte Betriebswirtschaft an der University of Tennessee. Von 1998 bis 2008 war er CEO beim Chemiekonzern DuPont. Seit 28. September 2010 ist er Vorsitzender der Bank of America. 2010 wurde er in die American Academy of Arts and Sciences gewählt.
Im Jahr 2014 wurde bekannt, dass Holliday den Vorsitz von Shell übernehmen wird.

## Werke (Auswahl)
- Walking the Talk